# Comuna Budva
Comuna Budva (în muntenegreană Opština Budva) este o diviziune administrativă de ordinul întâi din Muntenegru. Reședința sa este orașul Budva.